# Danbo (personaggio)
Danbo (ダンボー?, Danbō), anche noto come Danboard (ダンボー?, danbōru), Cardbo, Kartobot e Scato nella traduzione italiana ufficiale di Star Comics,  è un personaggio immaginario della serie a fumetti Yotsuba &!, ideata da Kiyohiko Azuma.
Sebbene abbia l'aspetto di un robot, Danbo è in realtà un costume fatto di scatole di cartone creato da Miura Hayasaka, amica della bambina protagonista Yotsuba Koiwai, per un progetto scolastico. La Amazon giapponese ha usato il personaggio come mascotte e ne ha modificato l'estetica con scatole raffiguranti il logo aziendale.
Danbo è divenuto un popolare meme di Internet e ha ispirato vari gadget elettronici.

## Biografia
Danbo è apparso per la prima volta nel capitolo 28 del manga Yotsuba &!, uscito nel 2006. Esso sarebbe un robot fatto di scatole di cartone creato da Miura durante le vacanze estive in vista di un progetto scolastico. Quando Miura ha indossato il costume a casa di Ena Ayase, Yotsuba ha creduto che quest'ultima fosse un vero robot e la ragazza è stata costretta a recitare un ruolo per non disilludere la protagonista. Durante il ritorno a scuola, il robot è stato giudicato positivamente dall'insegnante e, in seguito, è stato abbandonato a sé stesso nella stanza di Miura.
Il costume di cartone è riapparso nel sessantanovesimo capitolo, quando Yotsuba, che è andata a trovare Miura, è rimasta scioccata nello scoprire che il robot, in quel momento non indossato da nessuno, non si muoveva. Miura le ha detto che è fermo perché è morto, ma Ena è intervenuta spingendo Yotsuba fuori dalla stanza con la scusa che lei e Miura avrebbero dovuto eseguire un rituale di resurrezione. Costretta a indossare Danbo, Miura è successivamente andata a giocare nel parco con Yotsuba ed Ena.

## Apparizioni in altri media
Dal 2012, Danbo viene utilizzato come mascotte per il programma televisivo Little Citizen, trasmesso dalla branca tailandese della PBS. Nel 2016 è stata trasmessa in Giappone una serie animata intitolata Nyanbo!, in cui i protagonisti sono chiaramente ispirati a Danbo.

## Galleria d'immagini

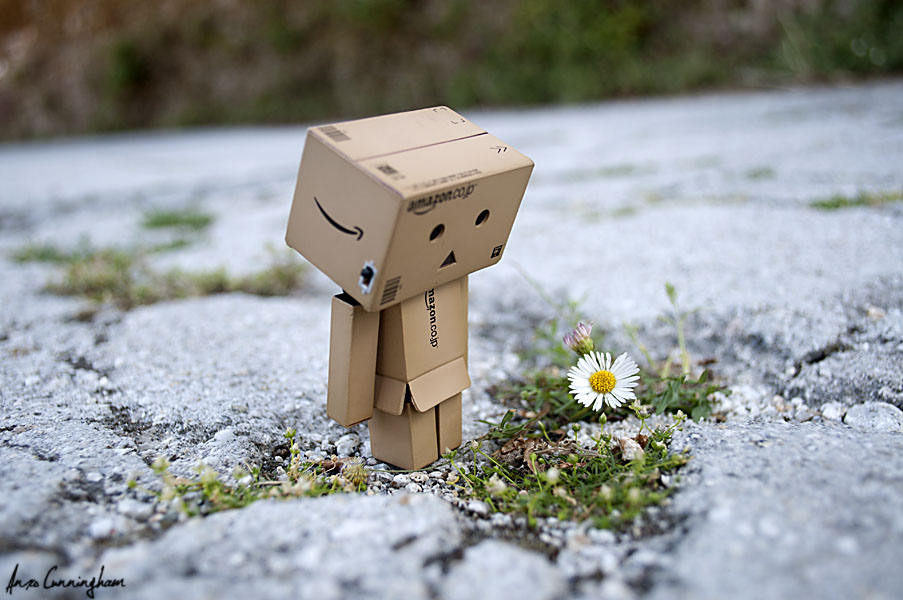
Danbo osserva una margherita
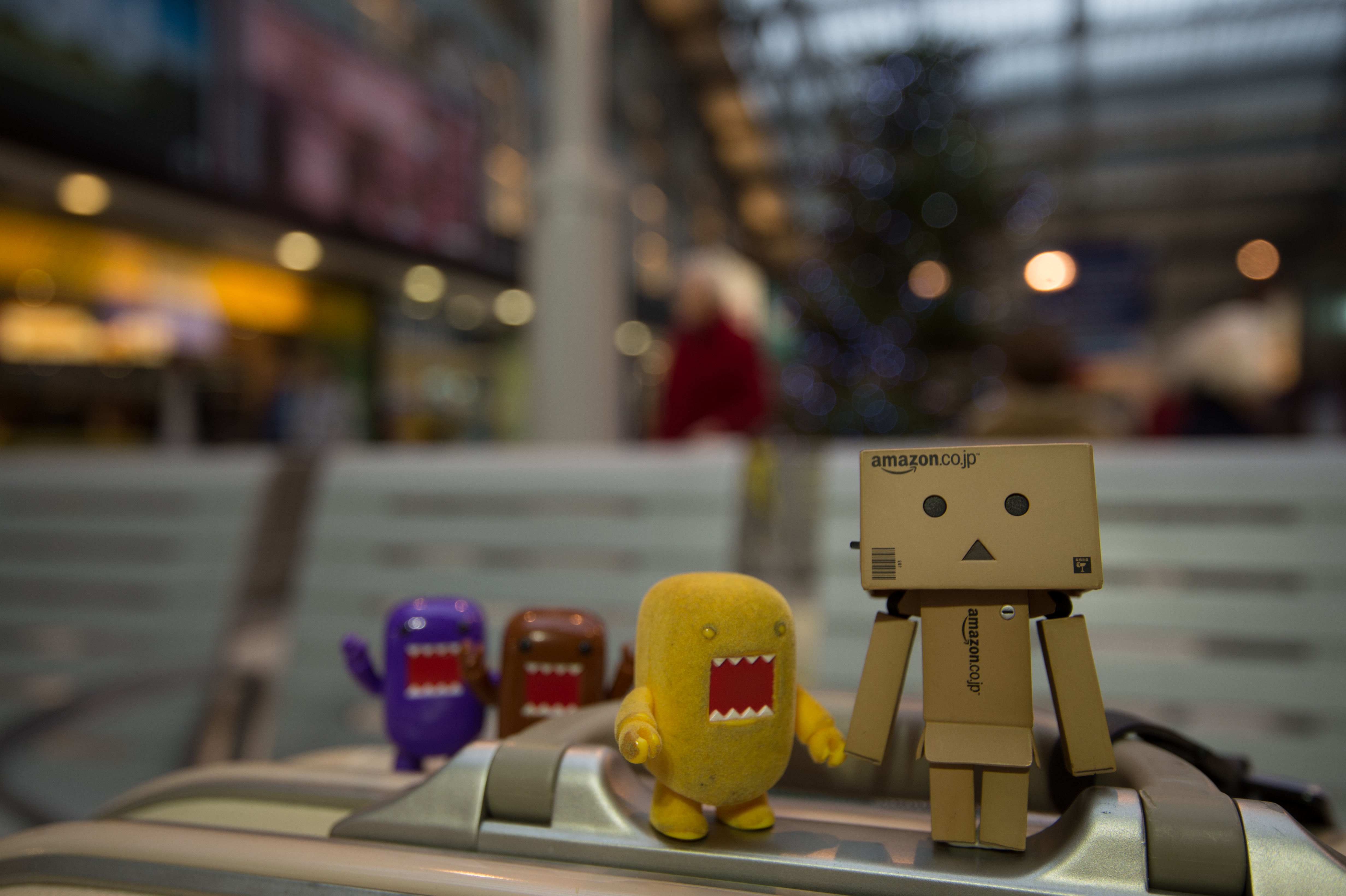
Danbo insieme a Domo-kun
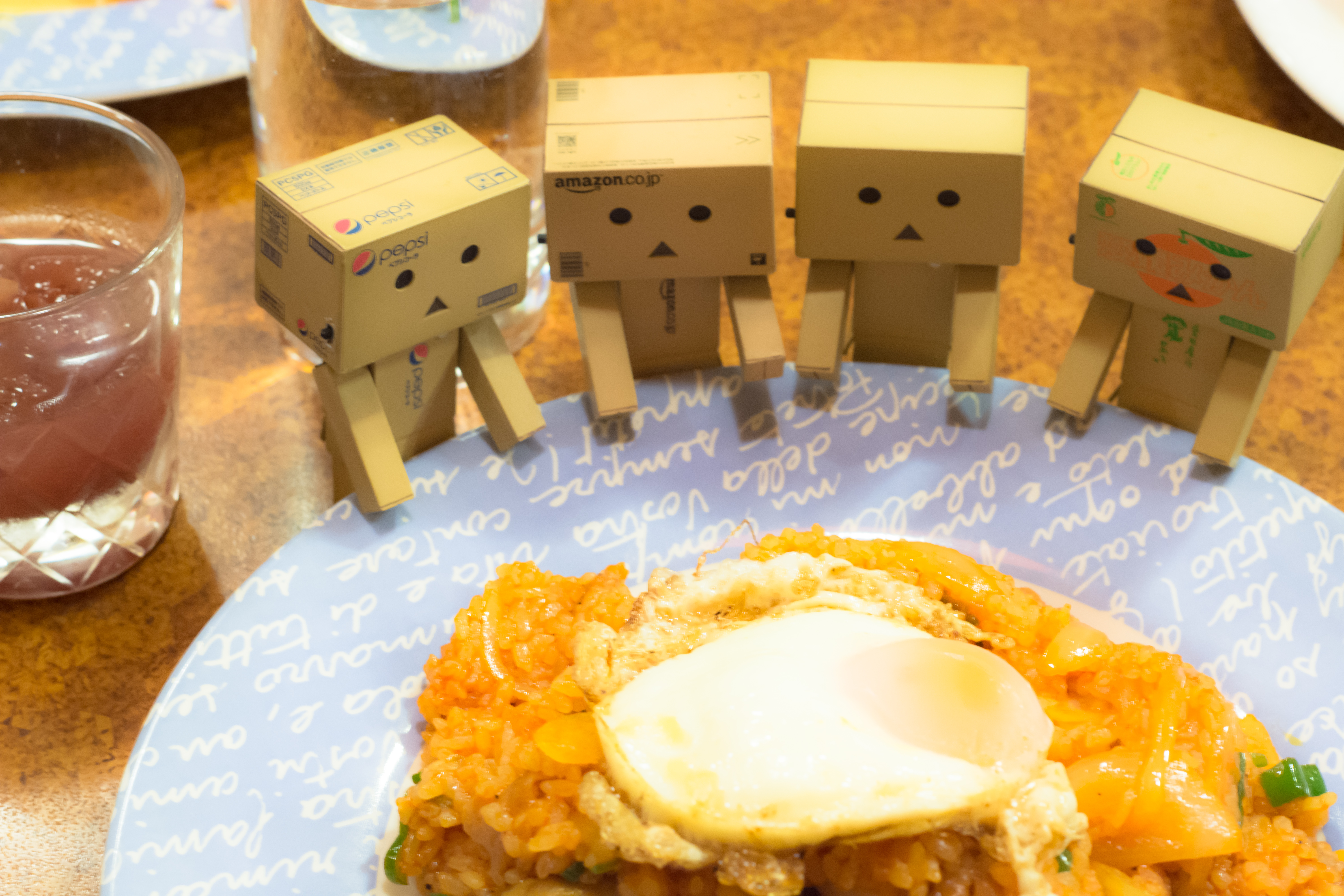
Alcuni Danbo osservano un piatto di pollo e riso.
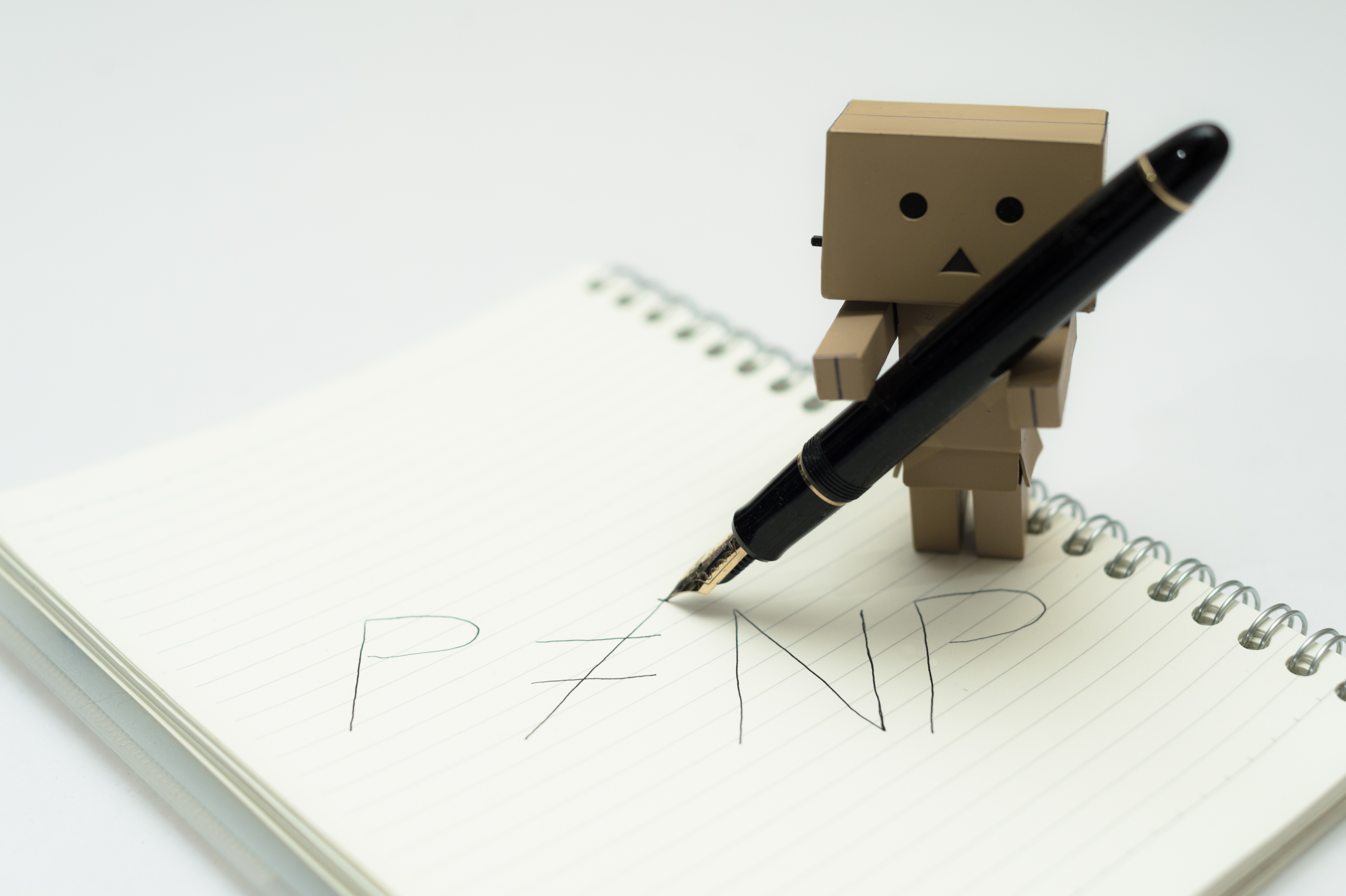
Danbo scrive "P≠NP" su un quaderno.
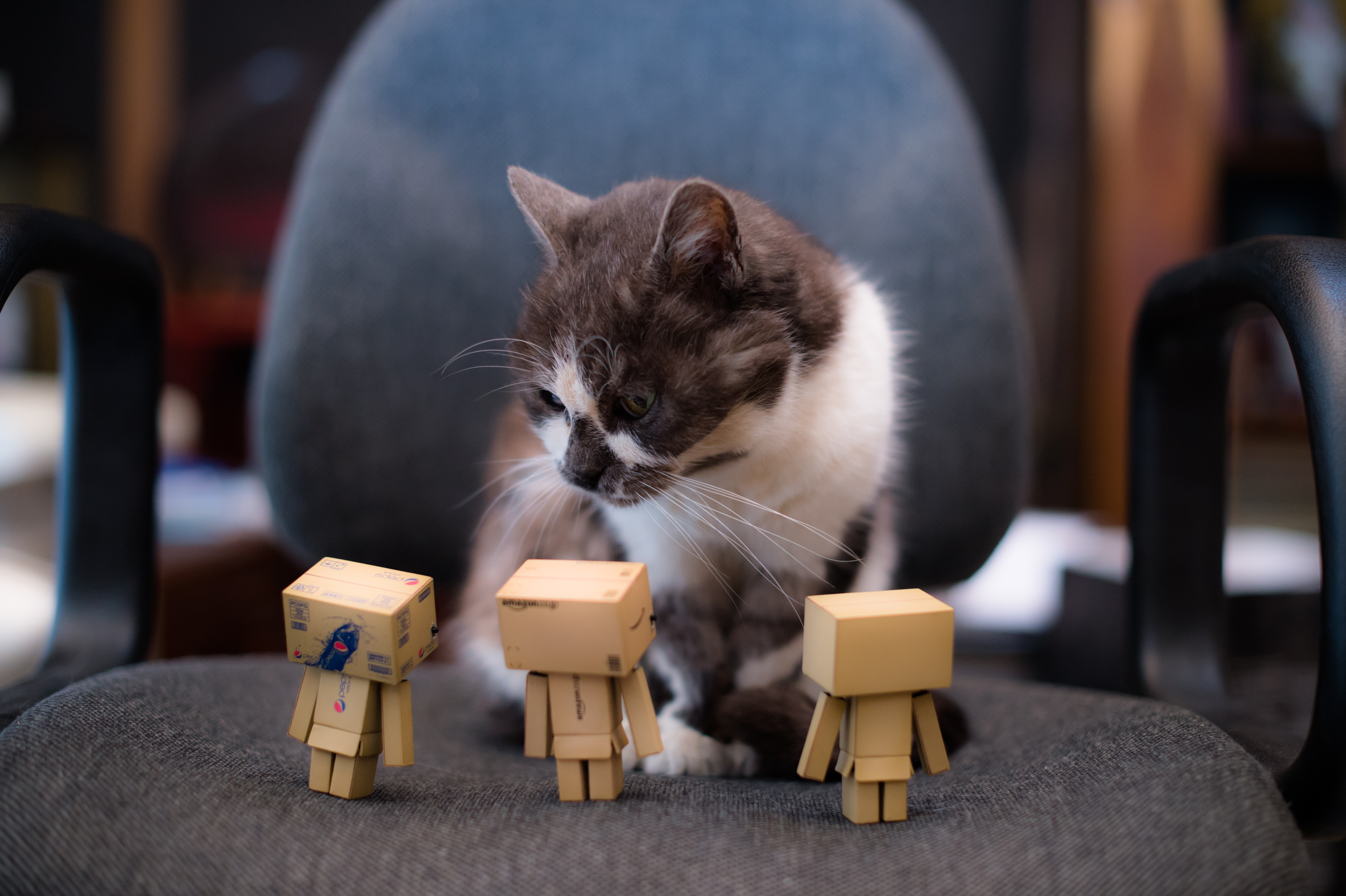
Tre Danbo "interagiscono" con un gatto.